# Daimler-Benz DB 606
Il Daimler-Benz DB 606 era un motore aeronautico 24 cilindri a doppia V rovesciata  raffreddato a liquido, prodotto dall'azienda tedesca Daimler-Benz nei primi anni quaranta. Venne impiegato esclusivamente sulle prime versioni del bombardiere Heinkel He 177 Greif durante le fasi finali della seconda guerra mondiale.

## Storia

### Sviluppo
Il DB 606 possedeva una architettura molto particolare. Era in pratica costituito da due DB 601 accoppiati. Il motore di sinistra era composto accostando due DB 601A mentre a destra si trovavano due DB 601B. Ogni motore che formava il DB 606 si poteva considerare indipendente. Ad unire le due unità era un grande gruppo trasmissione che prendeva il moto dagli alberi motore dei due DB601 e lo trasferiva, per mezzo di singolo albero, all'elica. Il collegamento era diretto per il motore di destra mentre avveniva attraverso un gruppo di ingranaggi per l'altro motore. Guardando il bombardiere di fronte l'elica di sinistra girava in senso antiorario mentre quella di destra in senso orario.
Ogni DB 601 aveva dodici cilindri quindi il DB 606 era composto da un totale di 24 cilindri disposti su quattro bancate, le V dei due propulsori. Questo sistema permetteva anche di spegnere in volo uno dei due DB 601 per risparmiare carburante. La scelta di questa configurazione era dettata dalla volontà di ridurre la resistenza aerodinamica dell'He.177. Montando quattro motori in due gondole si eliminava una fonte di resistenza ed inoltre le gondole stesse potevano essere montate più vicine alla fusoliera migliorando la distribuzione dei pesi e quindi la maneggevolezza del bombardiere.
Inizialmente, sempre per migliorare l'aerodinamica del velivolo, il motore doveva essere dotato di un sistema di raffreddamento ad evaporazione già utilizzato con successo sull'Heinkel He 100 che aveva conquistato il record di velocità. Il sistema funzionava pressurizzando il liquido di raffreddamento mentre era a contatto con il motore in modo che la temperatura alla quale si formava il vapore raggiungesse valori prossimi ai 1.100°. Una volta formatosi il vapore veniva allontanato dalla zona e depressurizzato per farlo condensare. Il liquido così ottenuto veniva nuovamente inviato al propulsore dando inizio ad un nuovo ciclo. Il sistema però si dimostrò inefficace nel garantire le necessità di raffreddamento di una unità delle dimensioni del DB606 che inoltre doveva funzionare per molte ore consecutive. Fu quindi necessario adottare un sistema convenzionale, venne montato un radiatore radiale sulla parte frontale delle gondole, anche se a costo di una maggiore resistenza.
La potenza erogata dal DB 606 era di 2.700 PS (2.013 kW) a 5.700 m e di 2.950 PS (2.199 kW) al decollo.
Il propulsore manifestò gravi problemi di affidabilità che non vennero mai del tutto risolti. In particolare il motore era incline al surriscaldamento e ad incendiarsi. Durante il suo volo inaugurale l'He 177 V1, proprio a causa di questo problema, fu costretto a rientrare alla base 12 minuti dopo il decollo. Il quinto prototipo, He 177 V5, precipitò a causa di un incendio ad entrambi i motori mentre effettuava una simulazione di un attacco condotto a bassa quota.
Le cause che provocavano questo problema erano di diversa natura. Venne rilevata una scarsa lubrificazione dei cuscinetti delle bielle che grippavano provocando la rottura dell'albero motore. I condotti del sistema di scarico delle bancate interne dei due DB601 si surriscaldavano e se era presente, sul basamento, un piccolo accumulo di olio questo poteva prendere fuoco. Anche il sistema di alimentazione del motore era fonte di rischio, in quanto poteva provocare delle perdite di carburante se si variava troppo velocemente il regime di giri del motore. Infatti in caso di iniettori difettosi o mal regolati l'eccesso di carburante che li raggiungeva poteva fuoriuscire ed entrare in contatto con il motore. Infine per risparmiare peso non erano state montate, nella parte posteriore delle gondole, le paratie antincendio e pertanto ogni incendio, per quanto piccolo, poteva propagarsi rapidamente ai serbatoi del carburante con risultati facilmente immaginabili.
Per cercare di migliorare l'affidabilità del motore fu svolto un lungo lavoro di sviluppo, che ritardò l'entrata in servizio del bombardiere, ma nonostante l'impegno profuso i problemi accompagnarono il DB606 per lunghissimo tempo e non si arrivò mai ad una loro completa risoluzione.
Il DB606 fu utilizzato sui prototipi dell'He 177 e sulle versioni A-0 e A-1. Venne anche impiegato sui primi quindici esemplari della versione A-3. A partire dal sedicesimo esemplare venne sostituito dal DB 610 che d'ora in poi diverrà il motore standard del Greif.

## Velivoli utilizzatori
Germania
- Heinkel He 177 Greif